# Ariana Grande
Ariana Grande-Butera (ismertebb nevén Ariana Grande) (Boca Raton, Florida, 1993. június 26. –) kétszeres Grammy-díjas olasz származású amerikai énekesnő, dalszerző és Golden Globe, valamint Oscar-díjra jelölt színésznő. Leghíresebb szerepe Cat Valentine volt a V, mint Viktória, illetve a Sam és Cat című sorozatokban,valamint Glinda a Wicked című musicalben. 

## Gyermekkora
Boca Ratonban született és nevelkedett. Édesanyja Joan Grande, édesapja Edward Butera. A szülei 8 éves korában elváltak. Bátyja, Frankie Grande első turnéján háttértáncosa volt.

## Magánélet
Grande 2008-tól 2011-ig Graham Phillips-sel randizott, akivel a Broadway musical során találkozott.
2013 augusztusa és decembere között Nathan Sykes angol énekessel, majd októbertől Big Sean rapperrel randizott 2014-től 2015 áprilisáig.
Miután 2012-ben felvették a The Way című dalt Mac Millerrel, 2016-ban randevúzni kezdtek. Kapcsolatuk 2018 májusában véget ért. Miller abban a szeptemberben, kábítószer-túladagolásban hunyt el. Grande a közösségi médiában kifejezte bánatát a halála miatt, és "legkedvesebb barátjának" nevezte.
2018 májusában Grande randevúzni kezdett Pete Davidson színész és komikussal, és a következő hónapban eljegyezték egymást, de végül felmondták eljegyzésüket, és 2018 októberében véget vetettek a kapcsolatnak.
Grande 2020 januárjában kezdett párkapcsolatba Dalton Gomez ingatlanügynökkel. Kapcsolatukat az Ariana és Justin Bieber Stuck With U című jótékonysági kislemezének videoklipjében hozták nyilvánosságra. Grande 2020. december 20-án jelentette be eljegyzésüket. 2021. május 15-én egy privát ceremónia keretében házasodtak össze a kaliforniai montecitói otthonában, ahol egyedi Vera Wang ruhát viselt. Esküvői képei a legtöbbet kedvelt Instagram-bejegyzések közé kerültek, több mint 25 millió kedveléssel. A párról azt pletykálták, hogy beadták a válási papírokat. Bár egyik fél sem erősítette meg ezt, állítások szerint 2023-ban végleg elváltak és Ariana közben már új párt talált – Ethan Slaterrel a Wicked című film forgatásán. Dalton és Ariana kapcsolata romlásának a távolság volt az oka, mivel Grande hónapokig Londonban forgatott.

## Színészi karrier
Arianát már gyermekkorában érdekelte a színészkedés, így fiatalként a Fort Lauderdale Children's Theater-ben játszott olyan darabokban, mint az Óz, a nagy varázsló musical, vagy a Szépség és a szörnyeteg.
2008-ban Ariana megkapta Charlotte szerepét a 13 című Broadway musicalben. Alakításáért megszerezte a National Youth Theatre Association díjat is.
Ariana 2009-ben, New Yorkban jelentkezett a Nickelodeon sorozatába, a V, mint Viktória című sorozatba. Ariana meg is kapta Cat Valentine szerepét, mely a színész-énekesnő leghíresebb szerepe lett. A sorozat 2010 márciusában debütált és 3 évadon át tartott.
2010-ben ő játszhatta Miriam szerepét a Cuba Libre musicalben.
2012-ben Ariana Hófehérkét játszotta egy pantomim stílusú, színházi musicalben, a Pasadena Playhouse-ben Kaliforniában. A darab címe A Snow White Christmas volt.
A Nickelodeon egy spin-off sorozatot készített, mely a Sam és Cat címet kapta. A két főszereplő Ariana és Jennette McCurdy volt. A sorozat az iCarly-ból ismert Sam és a V, mint Viktória című sorozatból ismert Cat életét mutatja be, ahogy szobatársak lesznek és bébiszitterkedésbe kezdenek. Az első rész 2013. június 8-án érkezett meg, azonban egy évad után lemondták, így az utolsó részt 2014. július 17-én mutatta be az amerikai Nickelodeon.
2013-ban Ariana újra a Nickelodeonnál dolgozott, ám ezúttal egy filmben kapott főszerepet. A Svindli a négyzeten-ben Amanda Benson-t alakíthatta.
2015-ben visszatért a színészkedéshez, a Fox csatornán. A Scream Queens –Gyilkos történet című sorozatban láthattuk, pár rész erejéig.
2016 decemberében az NBC televízió közvetítésével, a Hajlakk című film élő darabjában játszotta Penny Pingleton-t.
Ariana ezen kívül többször vállalt el szinkronhangokat is.

## Karrier

### 2008-2012: Zenei kezdetek és a Nickelodeon

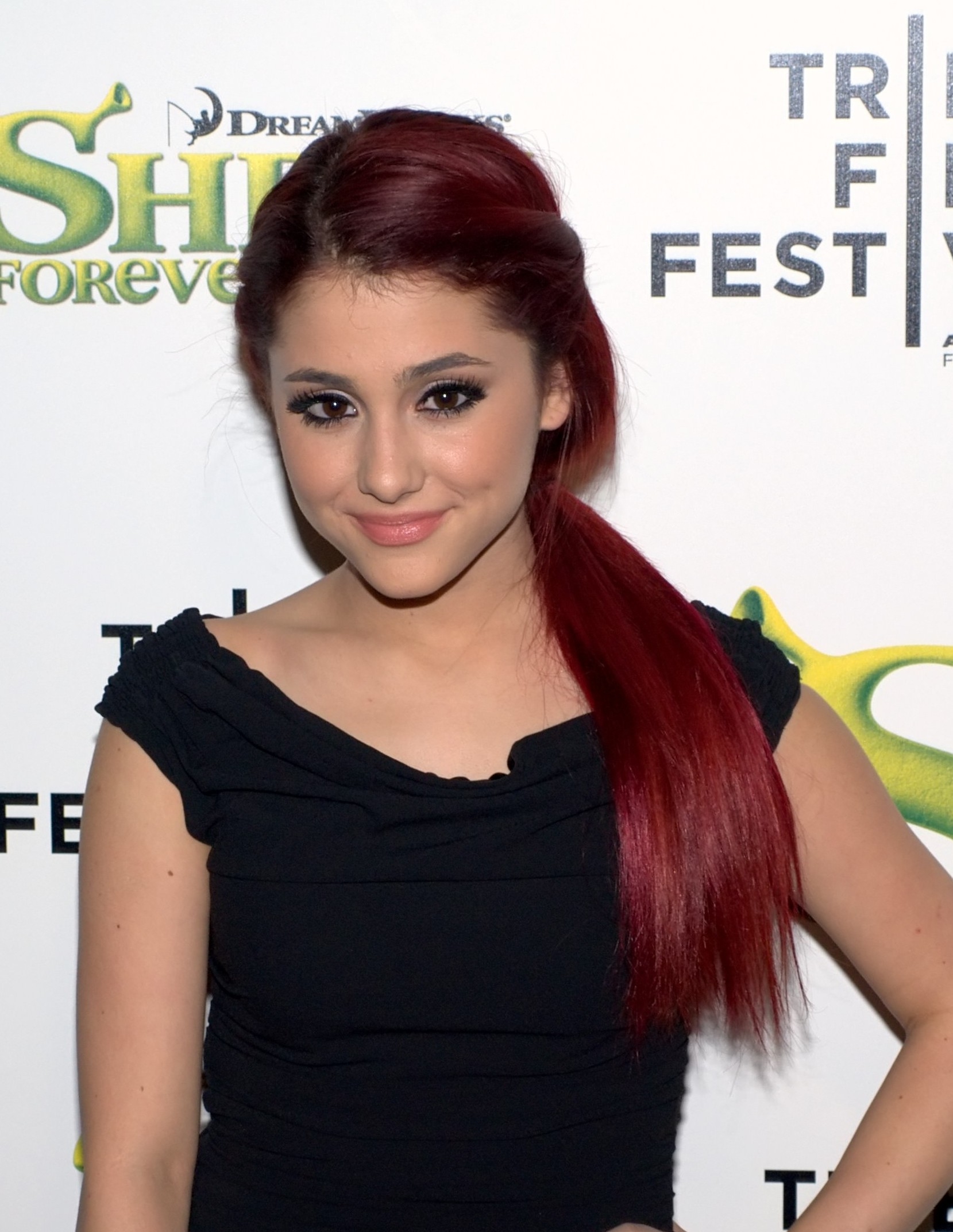
A 2010-es Tribeca Filmfesztiválon

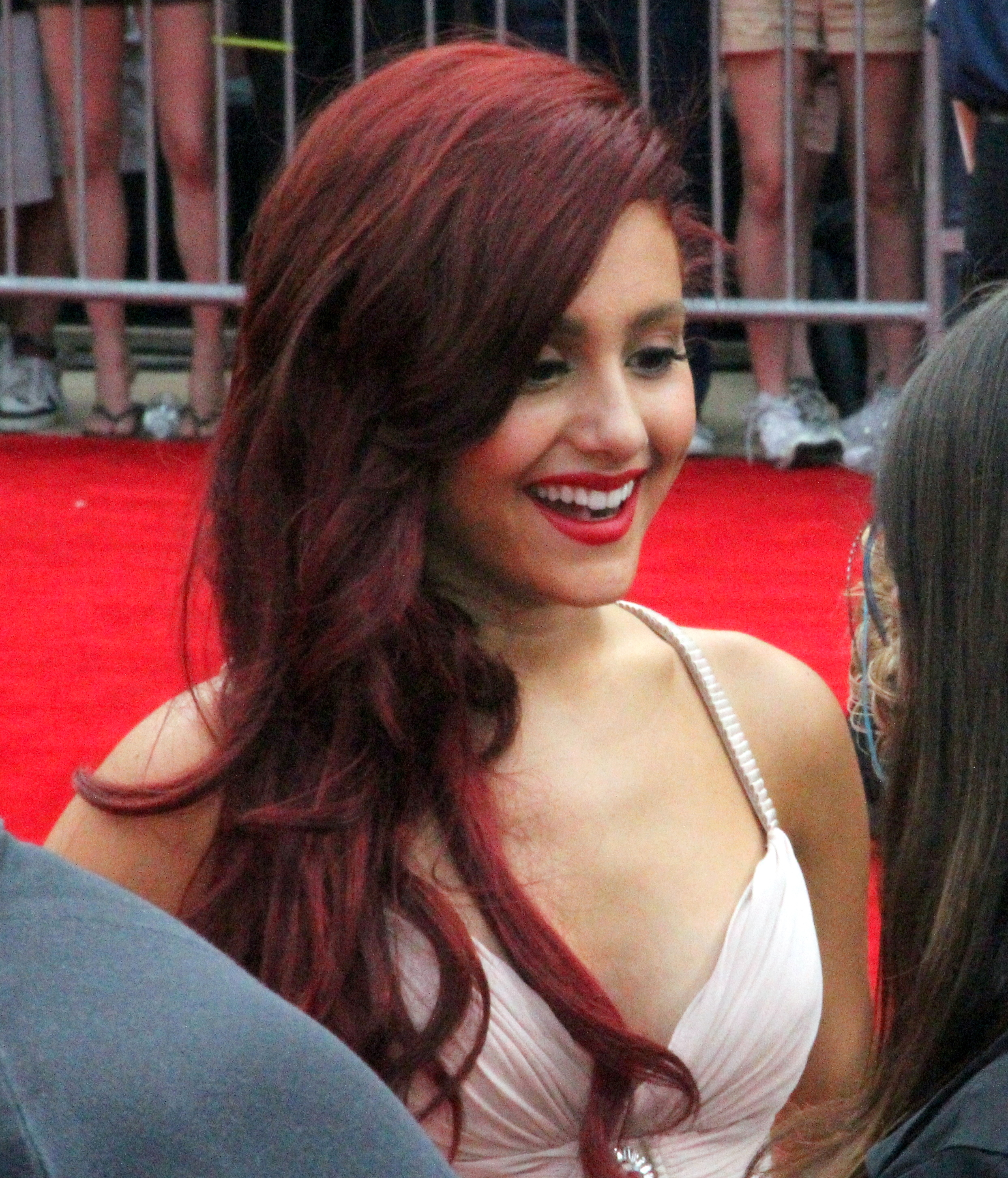
2011-ben a Harry Potter és a Halál ereklyéi 2. premierjén

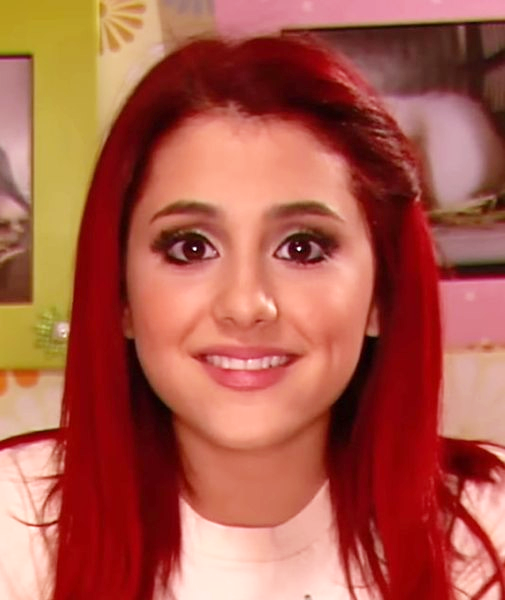
A V, mint Viktória című sorozatban

13 éves korára Ariana komolyan fontolta a zenei karrier folytatását, bár még mindig a színházra koncentrált. Amikor először érkezett Los Angelesbe, hogy találkozzon a menedzsereivel, kifejezte vágyát, hogy felvegyen egy R&B albumot: "Azt mondtam, 'R&B albumot akarok csinálni', olyanok voltak, mint 'Um, ez egy helluva cél! Ki fogja megvenni egy 14 éves R&B albumát?!" 2008-ban Arianát a Charlotte pompomlány mellékszerepében játszották a Broadway 13 című musicalben. Amikor csatlakozott a musicalhez, Ariana elhagyta a North Broward Előkészítő Iskolát, de továbbra is ott tanult; az iskola anyagokat küldött neki, hogy taníthassa. Többször énekelt a New York-i Birdland jazzklubban.
Ariana 2009-ben szerepelt a V, mint Viktória című televíziós műsorában 13 társsztárjával, Elizabeth Gillies-szel együtt. A sitcom, egy előadóművészeti középiskolában játszódik, ő játszotta az „imádnivalóan furcsa” Cat Valentine-t. Kéthetente vörösre kellett festenie a haját a szerepre, ami súlyosan megrongálta a haját. A sorozatot 2010 márciusában mutatták be az amerikai Nickelodeon-on a bemutatást 5,7 millió néző követte. A szerep segített meghajtani Arianát a tini bálvány státuszba, de jobban érdekelte a zenei karrier, mondván, hogy a színészet "szórakoztató, de a zene mindig is velem volt." Karakterét "Brittany Murphy szerencsétlen Tai-ként nyújtott alakításához hasonlították a Clueless-ben", és úgy írták le, mint "nagyon és könnyen befolyásolható", de "általában édes". Miriam szerepét is játszotta a Cuba Libre című musicalben, amelyet Desmond Child amerikai dalszerző írt és készített.
A Victorious első évada után Ariana a zenei karrierjére kezdett koncentrálni, 2010 augusztusában kezdett el dolgozni debütáló albumán. Hogy megerősítse a hangterjedelmét, elkezdett dolgozni Eric Vetro énekedzővel. A második évad premierje 2011 áprilisában 6,2 millió nézőt hozott, ezzel a Victorious legjobban értékelt epizódja lett. 2011 májusában megjelent Greyson Chance videoklipjében az Unfriend You című dalhoz a Hold On 'til the Night (2011) című albumáról, chance ex-barátnőjét ábrázolva. 2011 augusztusában lépett fel először a Give It Up című számmal a Victorious soundtrackjéből. A Victorious forgatása közben Ariana több videóanyagot is készített magáról, amelyeken Adele, Whitney Houston és Mariah Carey dalait énekelte, és feltöltötte őket a YouTube-ra. Monte Lipman barátja, a Republic Records vezérigazgatója (CEO) ráakadt Ariana egyik videójára. Lenyűgözte az éneke, elküldte a linkeket Lipmannek, aki aláírta őt egy lemezszerződéshez. Ariana 2011 novemberében a Snowflake, the White Gorilla című spanyol nyelvű animációs film angol szinkronjában játszott. 2011 és 2013 között Grande Diaspro hercegnő hangját szólaltatta meg a Winx Club Nickelodeon angol szinkronyjában.
Ariana 2011 decemberében adta ki első kislemezét Put Your Hearts Up címmel, amelyet egy potenciális tini-orientált popalbumra vettek fel, de soha nem adták ki. Később megtagadta a dalt a bubblegum pop hangzásért, mondván, hogy nem érdekli az ilyen műfajú zene felvétele. A dalt később a Recording Industry Association of America (RIAA) arany minősítéssel hitelesítették. A második soundtracken, a Victorious 2.0-n, amely 2012. június 5-én jelent meg, kibővített darabként, vokálokat adott a show szereplőgárdájának részeként a 5 Fingaz to the Face című dalhoz. A harmadik és egyben utolsó soundtrack, a Victorious 3.0 2012. november 6-án jelent meg, Ariana és Victoria Justice párbajával az L.A. Boyz című dalban. Ezt követte a dal videoklipje. 2012 decemberében Ariana közreműködött a Popular Song című dal egyetlen változatán, egy duetten Mika brit énekessel és dalszerzővel.
Négy szezon után a Victorious nem újult meg, a finálét 2013 februárjában sugározták Amerikában. Hófehérke szerepét is játszotta a Snow White című pantomim stílusú zenés színházi produkcióban Charlene Tiltonnal és Neil Patrick Harrisszel a Pasadena Playhouse-ban. Ariana játszotta Amanda Bensont a Swindle című filmben, amely 2013-ban a Nickelodeon azonos című gyerekkönyvének adaptációja volt. Eközben a Nickelodeon megalkotta a Sam & Cat című iCarly és Victorious spin-offot Jennette McCurdy és Ariana főszereplésével. Ariana és McCurdy Cat Valentine-ként és Sam Puckett-ként is eljátszották a buddy sitcomot, amiben a szereplőket szobatársakként párosították, akik iskola utáni bébiszitterüzletet alkotnak. A pilotot 2013. június 8-án sugározták, és a műsort a csatorna azonnal felvette. A következő hónapban a Nickelodeon megduplázta a Sam & Cat eredeti, 20 részes megrendelését az első évadra, így 40 epizódos lett. Annak ellenére, hogy sikert aratott nézettségben, a sorozatot 35 epizód után törölték. Az utolsó epizódot 2014. július 17-én sugározták.

### 2013-2015: Yours Truly és My Everything

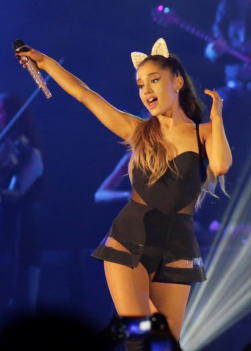
Ariana a Honeymoon Tour egyik állomásán

Grande három éven keresztül dolgozott debütáló stúdióalbumán, a Yours Truly-n, eredetileg Daydreamin' címmel jelent volna meg. 2013. augusztus 30-án jelent meg, és az első helyen debütált az amerikai Billboard 200-as albumlistáján, az első héten 138 000 példányban kelt el Amerikában. A Yours Truly számos más országban is debütált az első tízben, többek között Ausztráliában, az Egyesült Királyságban, Írországban és Hollandiában. A pittsburghi rapper, Mac Miller főszereplésével készült The Way című kislemeze a 10. helyen debütált az amerikai Billboard Hot 100-on, végül két hétig a kilencedik helyen zárt. Arianát később beperelte a Minder Music, amiért lemásolta a Jimmy Castor Bunch 1972-es Troglodyte (Cave Man) című dalának What we gotta do here is go back, back in time című dalát. Az album második kislemeze, a Baby I júliusban jelent meg. Harmadik kislemeze, a "Right There", melyben a detroiti rapper, Big Sean szerepelt, 2013 augusztusában jelent meg. A 21., illetve a 84. helyezést tartotta a Billboard Hot 100-as listáján.
Ariana felvette az Almost Is Never Enough duettjét Nathan Sykes-szel a Wanted-ből, amely 2013 augusztusában jelent meg promóciós kislemezként. Justin Bieberhez is csatlakozott a Believe Tour-on három koncerten, és elindította saját miniturnéját, a The Listening Sessions-t. A következő hónapban a Billboard magazin a negyedik helyre sorolta Arianát a "Music's Hottest Minors 2013 listáján", amely a legnépszerűbb 21 év alatti zenészek éves rangsora. A 2013-as American Music Awards-on elnyerte az év új előadója díjat. 2013 decemberében kiadott egy négy dalból állból álló karácsonyi EP-t Christmas Kisses címmel. Ariana 2013-tól megkapta az Év Áttörő Előadója díjat a Music Business Association-től, elismerve eredményeit. 2014 januárjában Ariana megkezdte második stúdióalbumának felvételét Ryan Tedder énekes-dalszerzővel, valamint Benny Blanco és Max Martin lemezproducerekkel. Ugyanebben a hónapban elnyerte a Favorite Breakout Artist díjat a People's Choice Awards 2014-en. 2014 márciusában Ariana énekelt a Fehér Ház koncertjén, "Women of Soul: In Performance at the White House" címmel. A következő hónapban Barack Obama elnök és Michelle Obama first lady ismét meghívta Arianát, hogy fellépjen a Fehér Házban a húsvéti rendezvényükön.
Ariana 2014. augusztus 25-én adta ki második stúdióalbumát My Everything címmel, és a Billboard 200 tetején debütált. A "Problem" című kislemezen Iggy Azalea ausztrál rapper szerepel, és a 2014-es Radio Disney Music Awards-on mutatták be 2014. április 26-án. A dal a harmadik helyen debütált (végül a második helyre kúszott fel) a Billboard Hot 100-on, és a brit kislemezlistán az első helyen debütált, ezzel Grande első kislemeze lett az Egyesült Királyságban. Az album második kislemeze, a "Break Free", melyben Zedd német zenész és producer szerepelt, a negyedik helyen végzett az Egyesült Államokban. A dalt a 2014-es MTV Video Music Awards megnyitójaként adta elő, és elnyerte a legjobb popvideó díját a "Problem"-ért. Grande és Nicki Minaj vendégénekesként énekelték a "Bang Bang" című számot, amely Jessie J Sweet Talker című albumának kislemeze volt, amely az Egyesült Királyságban az első helyen ért célba, és a harmadik helyet érte el az USA-ban. A "Problem", a "Break Free" és a "Bang Bang" kislemezekkel Grande csatlakozott Adele-hez, mint az egyetlen női előadó, aki egyszerre három top 10-es kislemezzel a Billboard Hot 100-on vezető előadóként.
Grande volt a zenei előadó a Saturday Night Live-ban, Chris Pratt volt a házigazda 2014. szeptember 27-én. Ugyanebben a hónapban jelent meg a My Everything harmadik kislemeze, a "Love Me Harder", melyben a kanadai The Weeknd énekes szerepelt, és a hetedik helyen végzett az Egyesült Államokban. A dal 2014-ben a negyedik top 10-es kislemeze lett, a legtöbbet minden előadótól abban az évben. 2014 novemberében Grande szerepelt "Major Lazer All My Love" című dalában a The Hunger Games: Mockingjay – Part 1 (2014) című film zenés albumán. Ugyanebben a hónapban Grande kiadott egy karácsonyi dalt "Santa Tell Me" címmel, első karácsonyi EP-jének, a Christmas Kisses-nek (2014) az új kiadásából. Később kiadta a My Everything ötödik és egyben utolsó kislemezét, a "One Last Time"-ot, amely a 13. helyen ért célba az USA-ban.
2015 februárjában Grande megkezdte első világkörüli koncertkörútját, a The Honeymoon Tour-t, hogy tovább népszerűsítse a My Everything-t, észak-amerikai, európai, ázsiai és dél-amerikai koncertekkel. Grande szerepelt Cashmere Cat "Adore" című dalában, amely 2015 márciusában jelent meg. Tavasszal exkluzív kiadói szerződést írt alá a Universal Music Publishing Group-tal, amely lefedte a teljes zenei katalógusát. Grande a Fox Broadcasting Company Knock Knock Live (2015) című valóságshow-jának egyik epizódját is forgatta, de a sorozatot törölték, mielőtt az epizódot levetítették volna. 2015 szeptembere és novembere között a Fox comedy-horror sorozatának, a Scream Queens-nek több epizódjában is vendégszerepelt Sonya Herfmann/Chanel#2 néven. Andrea Bocelli olasz énekesnővel közösen rögzítette az "E Più Ti Penso" című duettet, amely 2015 októberében jelent meg Bocelli Cinema (2015) című albumának kislemezeként, és a "Zero to Hero" című dalt dolgozta fel, amely eredetileg a Hercules (1997) című animációs filmből származott, a We Love Disney (2015) válogatásalbumra. Grande 2015 decemberében adta ki második karácsonyi EP-jét, a Christmas & Chill-t.

### 2015-2017: Dangerous Woman
Grande 2015-ben kezdte el felvenni harmadik stúdióalbumának, a Dangerous Woman-nek a dalait, eredeti címe Moonlight volt. Ez év októberében kiadta a Focus című kislemezt, amely eredetileg az album vezető kislemeze volt; A dal a Billboard Hot 100 hetedik számával debütált. A következő hónapban az amerikai Who Is Fancy énekes kiadta a "Boys Like You" című kislemezt, melyben ő és Meghan Trainor látható. Szerepelt Nathan Sykes angol énekesnő debütáló stúdióalbumának, az Unfinished Business-nek a remix változatában, amely 2016 januárjában jelent meg. Grande feltűnt a Zoolander 2 című vígjátékban Ben Stiller és Owen Wilson főszereplésével. 2016 márciusában Grande kiadta a "Dangerous Woman" című kislemezt az azonos című retitled album első kislemezeként. A kislemez a Billboard Hot 100 10. helyén debütált, és ő lett az első előadó, aki az első három albumának vezető kislemeze a top 10-ben debütált. Ugyanebben a hónapban Grande a Saturday Night Live műsorvezetője és zenei vendége volt, ahol előadta a Dangerous Woman című számot, és debütált a "Be Alright" című promóciós kislemezzel, amely a Billboard Hot 100 43. helyén állt. Grande pozitív kritikákat kapott a műsorban való szerepléséért, többek között dicsérte a különböző énekesek benyomásait, amelyek közül néhányat a The Tonight Show-ban tett. Grande online szavazást nyert az Entertainment Weekly-n, mint a "szezon legjobb házigazdája". 2016 májusában Grande megjelent a The Voice 10. évadának fináléjában, és előadta az album második kislemezét, az "Into You"-t, amely a 13. helyen végzett az Egyesült Államokban, és Christina Aguilera-val duettezett a "Dangerous Woman"-ben.
Grande 2016. május 20-án adta ki a Dangerous Woman-t, és a Billboard 200 második pontjában debütált. Japánban a második helyen debütált, és számos más piacon is az első helyen, többek között Ausztráliában, Hollandiában, Írországban, Olaszországban, Új-Zélandon és az Egyesült Királyságban. Mark Savage, aki a BBC News-nak írt, "érett, magabiztos lemeznek" nevezte az albumot. Júniusban a londoni Wembley Stadionban tartott Summertime Ballon Grande három dalt adott elő az albumról. Augusztusban Grande kiadta a harmadik kislemezét a "Side to Side" című albumról, melyen Nicki Minaj rapper szerepelt, a nyolcadik top 10-es helyezést érte el a Hot 100-on, ami a negyedik helyen végzett a listán. A Dangerous Womant Grammy-díjra jelölték a legjobb popénekes albumért és a címadó dalért a legjobb pop szóló előadásért.

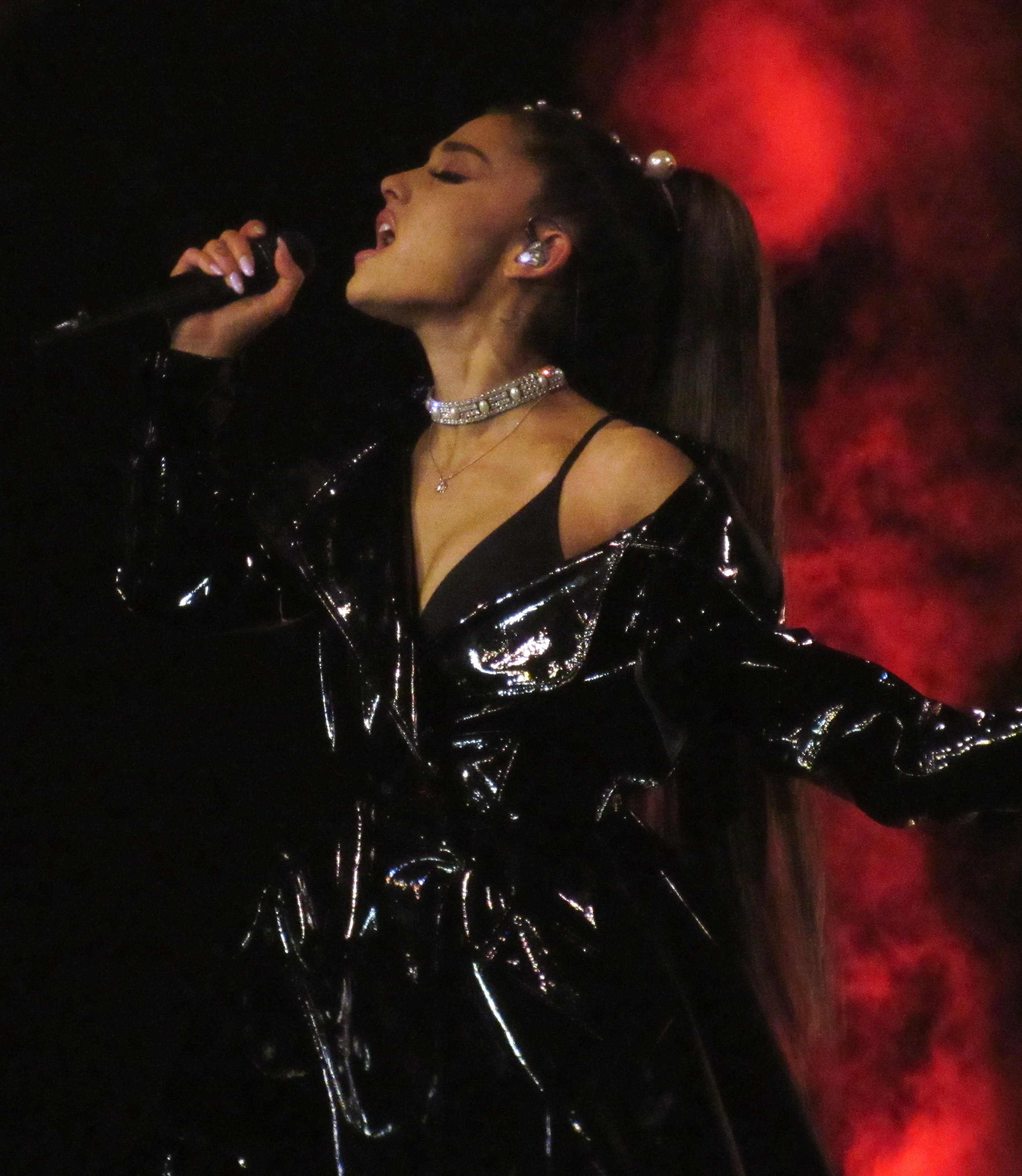
Ariana a Dangerous Woman egy fellépésén 2017-ben.

2016 augusztusában Grande az ABC Greatest Hits című televíziós sorozatának évadzáróján tisztelgett a néhai Whitney Houston előtt, és a második éves Billboard Hot 100 Music Festival nyitóestjén saját dalait adta elő. A zenén kívül Grande a T-Mobile reklámfilmjét is forgatta, amelyet 2016 októberében mutattak be és Penny Pingletont játszotta az NBC hairspray live! című televíziós műsorában, amelyet 2016 decemberében sugároztak. Ugyanebben a hónapban Grande és Stevie Wonder szerepelt a The Voice című amerikai versenysorozat évadzáróján, ahol a 2016-os Sing című animációs film zenéjéből készítették el a "Faith" című közös alkotásukat. A "Faith"-t a 74. Golden Globe-díjátadón jelölték a legjobb eredeti dal kategóriában. Az év végén Grande részt vett a Jingle Ball Tour 2016-on. Grande a Disney 1991-es A szépség és a szörnyeteg című animációs filmjének 2017-es élőszereplős remake-jének címadó dalát rögzítette. A felvétel 2017 februárjában jelent meg John Legend amerikai énekesnő duettjeként. Ugyanebben a hónapban Grande megkezdte harmadik koncertturnéját, a Dangerous Woman Tour-t, hogy népszerűsítse a kapcsolódó albumot. 2017. április 27-én a norvég DJ Cashmere Cat kiadta az ötödik dalt, a "Quit"-ot a debütáló albumáról, a 9-ből Grandéval.

2017. május 22-én a Manchester Arénában tartott koncertje öngyilkos merénylet célpontja volt – egy repeszekkel megrakott házi készítésű bomba, amelyet egy iszlám szélsőséges robbantott fel, miközben az emberek elhagyták az arénát. A Manchester Arena-i robbantás 22 halálos áldozata és több száz sebesültje van. Grande június 4-én felfüggesztette a turné hátralévő részét, és egy televíziós jótékonysági koncertet tartott One Love Manchester néven, ezzel 23 millió dollárt gyűjtött össze a robbantás áldozatainak és az érintett családoknak a megsegítésére. A koncerten grande-i előadók, valamint Liam Gallagher, Robbie Williams, Justin Bieber, Katy Perry, Miley Cyrus és más előadók lépnek fel. Hogy elismerje erőfeszítéseit, a Manchester City Council Grande-t Manchester első díszpolgárának nevezte. A turné június 7-én folytatódott Párizsban, és 2017 szeptemberében ért véget. 2017 augusztusában Grande megjelent az Apple Music Carpool Karaoke epizódjában, és zenés színházi dalokat énekelt Seth MacFarlane amerikai előadóval. 2017 decemberében a Billboard magazin az "Év női előadójának" választotta.

### 2018-2019: Sweetener és Thank U, Next
Ariana 2016-ban kezdett el dolgozni negyedik stúdióalbumának, a Sweetenernek a dalain Pharrell Williamsszel, de "a manchesteri események keményen visszavetették a projekt elvárásait". Ariana 2018 áprilisában adta ki a "No Tears Left to Cry"-t a Sweetener vezető kislemezeként, a dal a harmadik helyen debütált a Billboard Hot 100-on, így Ariana volt az egyetlen előadó, aki az első négy albumából az első kislemezt debütálta a Hot 100 top 10-ben. 2018 júniusában szerepelt a "Bed" című kislemezen, Nicki Minaj negyedik stúdióalbumán, a Queen-en. A második kislemez, a "God Is a Woman", a Hot 100-on a 8. helyen végzett, és Ariana tizedik top 10-es kislemeze lett az USA-ban. 2018 augusztusában jelent meg. A Sweetener a Billboard 200 első helyén debütált, és a kritikusok is elismerést adtak. Ezzel egyidejűleg kilenc dalt is fellelt az albumról a Hot 100-on, egy közös munkával együtt, így ő lett a negyedik női előadó, aki elérte a tíz dalos határt. Ariana 2018. augusztus 20. és szeptember 4. között new york-i, chicagói, los angeles-i és londoni koncerteket adott a The Sweetener Sessions címével. 2018 októberében Ariana részt vett az NBC A Very Wicked Halloween című adásában, ahol a Wicked című musicalből énekelte a "The Wizard and I"-t. A következő hónapban a BBC egy egyórás különkiadást sugárzott Ariana Grande-nak a BBC-n, interjúkkal és előadásokkal.
2018 novemberében Ariana kiadta a Thank U, Next című kislemezt, és bejelentette ötödik azonos című stúdióalbumát. A dal a Billboard Hot 100 első helyén debütált, és Ariana első slágerlistás kislemeze lett az Egyesült Államokban, hét egymást követő hetet töltött a tetején. Azóta ötszörös platinalemez lett az Egyesült Államokban; A dal videoklipje a megjelenéstől számított 24 órán belül rekordokat döntött a YouTube-on legnézettebb videoklipek esetében és a leggyorsabb Vevo-videó, amely elérte a 100 millió megtekintést a YouTube-on, és mindkettőt később más előadók is felülmúlták. A Spotify-on ez lett a leggyorsabb dal, amely elérte a 100 millió streamet (11 nap) és a legtöbb streamelt dalt egy női előadótól 24 óra alatt, 9,6 millió streameléssel, mielőtt saját dala, a "7 Rings" (közel 15 millió stream) felülmúlta. Ugyanebben a hónapban Ariana a YouTube-bal együttműködve kiadott egy négyrészes dokumentumfilmet Ariana Grande: Dangerous Woman Diaries címmel. Grande Dangerous Woman turnéjának kulisszái és koncertfelvételei, köztük a One Love Manchester koncert pillanatai, valamint a turné és a Sweetener készítése során szerzett szakmai életét mutatja be. A sorozat 2018. november 29-én debütált. 2019 januárjában bejelentették, hogy Ariana vezeti a Coachella Valley Zenei és Művészeti Fesztivált, ahol ő lett a legfiatalabb és egyetlen női előadó, aki valaha is a fesztivál címlapjára került. Április 12–14-én és április 19–21-én került megrendezésre. Ariana számos vendégművészt hozott magával, köztük az NSYNC-et, P. Diddyt, Nicki Minajt és Justin Biebert. A díszlete kritikai elismerést kapott.
Ariana második kislemeze a Thank U, Next-ből, a 7 Rings 2019. január 18-án jelent meg, és február 2-án debütált a Billboard Hot 100 első helyén, és zsinórban (és összességében) a második kislemeze lett a slágerlisták élén. Ez tette Arianát a harmadik női előadóvá, aki több első számú debütálással Mariah Carey (3) és Britney Spears (2) után, és az ötödik előadó Justin Bieber és Drake után. A dal számos streaming és lemezfelvételi iparági rekordot megdöntött. Nyolc egymást követő héten át a listavezető volt, ez lett Ariana legsikeresebb dala a slágerlistán és az egyik legkelendőbb kislemez világszerte. A Thank U, Next 2019. február 8-án jelent meg, és a Billboard 200 első számú oldalán debütált, miközben a kritikusok elismerést kaptak. Megdöntötte a legnagyobb streaming hét rekordjait egy pop album és egy női album számára az Egyesült Államokban 307 millió on-demand streameléssel. 
Ariana lett az első szóló előadó, aki a Billboard Hot 100 első három helyezettje közé került a "7 Rings" című dallal, harmadik kislemeze, a "Break Up with Your Girlfriend, I'm Bored" a második helyen debütált, a "Thank U, Next" című kislemeze pedig a harmadik helyre emelkedett, és a második helyre került a Beatles 1964-es halála óta, amikor elfoglalták az első öt helyet. Az Egyesült Királyságban Ariana lett a második női szólóénekes, aki egyszerre tartotta az első és a második helyet, és az első zeneművész, aki felváltotta magát az első helyen, egymás után kétszer. 2019 februárjában jelentették be, hogy Ariana nem vesz részt a Grammy-díjátadón, miután nézeteltérése volt a producerekkel egy lehetséges előadás miatt az ünnepségen. Ariana végül megszerezte első Grammy-díját a legjobb popénekes album kategóriában a Sweetenerért. Ugyanebben a hónapban Ariana brit díjat nyert a nemzetközi női szólóénekesnőnek. Harmadik turnéjára, a Sweetener World Tourra is elindult, hogy népszerűsítse a Sweetenert és a Thank U, Next-et, amely 2019. március 18-án kezdődött. Grande-t 9 díjra jelölték a 2019-es Billboard Music Awards-on, köztük a Top Artist-ot is. 2019. május 1-jén két díjat nyert a Billboard Chart Achievement és a Legjobb női előadónak. Grande a Sweetener World Tour-ról előre felvett előadáson keresztül lépett fel az eseményen. Ugyanebben az évben, Ariana kiadta az első élő albumát, K Bye for Now (SWT Live). Az album tartalmazza az összes dalt, amelyeket élőben előadott.
2019 júniusában Ariana bejelentette, hogy társrendezője a Charlie angyalai című film zenéjének; 2019. szeptember 13-án jelent meg a "Don't Call Me Angel" című közös kislemez, amely Miley Cyrusszal és Lana Del Rey-vel készült. Később jelölték a legjobb eredeti dal kategóriában. 2019 augusztusában kiadott egy kislemezt "Boyfriend" címmel a Social House popduóval. Ariana társszerzője volt Normani énekesnő debütáló szólólemezének, a "Motivation"-nak, amely 2019. augusztus 16-án jelent meg. Ariana három díjat nyert a 2019-es MTV Video Music Awards-on, köztük az Év Előadója díjat. Összesen 12 díjra jelölték, köztük az év videója a "Thank U, Next" című számért. Ariana szerepelt Lizzo amerikai énekes és rapper "Good as Hell" című dalának remixében, amely 2019. október 25-én jelent meg. Az év végére a Billboard Arianát nevezte meg a 2010-es években debütáló legkultványabb női előadónak, míg az NME az évtized egyik meghatározó zenei művészének nevezte. Ő lett az évtized legtöbbet streamelt női előadója a Spotify zenei streaming szolgáltatáson. A Forbes 2019-ben is a legjobban fizetett hírességek közé sorolta, a 62. helyen áll a listán.

### 2020–2023: Positions
2020 januárjában Ariana több jelölést kapott a 2020-as iHeartRadio Music Awards-on, köztük az év női előadója. A következő hónapban vendégszereplést kapott a Jim Carrey főszereplésével készült Kidding című amerikai televíziós sorozat második évadában. Ariana és Justin Bieber 2020. május 8-án adták ki a "Stuck with U" című közös dalt. A dal eladásából származó nettó bevételt a COVID-19 világjárvány fényében az Első Válaszadók Gyermekalapítványának ajánlották fel. A dal a Billboard Hot 100 első helyén debütált, ezzel Ariana harmadik slágerlistás kislemeze lett. Bieber mellett mindkét előadó Mariah Carey-t és Drake-et kötötte össze, hogy a legtöbb dal a Hot 100 első számú dalaként debütáljon; Ariana az első művész, aki az első három szám is debütált a tetején, miután "Thank U, Next" és a "7 Rings". Grande a "Rain on Me" című kislemezzel is kiadott egy közös albumot Lady Gagával, Gaga hatodik stúdióalbumának, a Chromatica-nak a második kislemezeként. A dal a Billboard Hot 100 első helyén is debütált, Ariana negyedik listavezető kislemeze lett, és segített Arianának megdönteni a legtöbb listavezető debütálási rekordját ezen a listán. A dal elnyerte a legjobb popduó/együttes előadás kategóriáját. 2020-ban Ariana lett a legjobban kereső nő a Forbes 2020-as Celebrity 100 listáján, és 72 millió dollárral a 17. helyen végzett. A 2020-as MTV Video Music Awards-on Arianát kilenc díjra jelölték a "Stuck with U" (Bieberrel) és a "Rain on Me" (Gagával). Utóbbiért Ariana sorozatban a harmadik jelölését kapta az év videójáért. Négy díjat nyert, köztük az év dalát a "Rain On Me" című dalért.
Ariana hatodik stúdióalbuma, a Positions 2020. október 30-án jelent meg. A Positions a Billboard 200 első számú albuma lett, ezzel Ariana ötödik első számú albuma lett. A névadó kislemez október 23-án jelent meg. A kislemez a Billboard Hot 100 első helyén debütált, ezzel Ariana ötödik slágerlistás kislemeze lett, és számos rekordot megdöntött. Ariana lett az első előadó, aki öt listavezető debütált a Hot 100-on, és az első előadó, aki az első öt számmal debütált a csúcson. A "Positions" 2020-ban a "Stuck with U és a "Rain on Me" után a harmadik listavezető kislemeze lett, így Ariana lett az első előadó Drake óta, aki egyetlen naptári évben három listavezető kislemezzel rendelkezik, Rihanna és Katy Perry óta az első női előadó 2010-ben. A "Positions" megjelenése mellett a "34+35" című album dala volt a második kislemez az albumról. A dal a 8. helyen debütált, és Grande tizennyolcadik top 10-es kislemeze lett. Grande 2021. január 15-én adta ki a "34+35" remixet Doja Cat és Megan Thee Stallion amerikai rapperekkel. A remix segített a dalnak új csúcsot elérni a második helyen, a legnagyobb slágerlistás dal, amit Christina Aguilera, Mýa, Pink és Lil' Kim 2001-es Lady Marmalade-ja óta három vagy több női szólistának tulajdonítottak a Hot 100-on. A remix egyike volt annak az öt további számnak, amely a Positions Deluxe kiadásában szerepelt, és 2021. február 19-én jelent meg.
2020. november 13-án Ariana meglepetésszerű megjelenést ért el az Adult Swim Fesztiválon, a Thundercat zenész mellett előadta a 'Them Changes című dalát, amelyet Ariana korábban már lefedett. Ariana Jennifer Hudsonnal együtt szerepelt Mariah Carey 2010-es karácsonyi dalának remixében, az "Oh Santa"-ban. A dal 2020. december 4-én jelent meg Mariah Carey Varázslatos karácsonyi különkiadásának részeként. Ariana 2020. december 21-én adta ki a koncertfilmet Excuse me, I Love You címmel, kizárólag a Netflixen.
2021 márciusában bejelentették, hogy Grande csatlakozik a The Voice huszonegyedik évadának edzői testületéhez. A hírek szerint 20-25 millió dollárt kap egy szezonért, ezzel ő lesz a sorozat történetének legjobban fizetett edzője. Áprilisban Grande szerepelt Demi Lovato "Met Him Last Night" című dalában, amely április 1-jén jelent meg Lovato hetedik stúdióalbumának negyedik kislemezeként Dancing with the Devil... az Art of Starting Over, és a The Weeknd "Save Your Tears" remixén, amely április 23-án jelent meg. A remix első lett a Billboard Hot 100-on, ezzel mindketten a hatodik helyen állnak. Grande, Paul McCartney-hoz csatlakozott, mint az egyetlen művész, aki három első számú duettben szerzett a Hot 100-on. Ariana és The Weeknd együtt adták elő a Save Your Tears című koncertet a 2021-es iHeartRadio Music Awardson. Júniusban Ariana szerepelt Doja Cat harmadik stúdióalbumának, a Planet Her-nek az "I Don't Do Drugs" című dalában.
Ariana június 21-én belekezdett egy virtuális fellépés kiadásba a Positions albumának Official Vevo Performence-ébe. Összesen 6 darab zenét adott elő az énekesnő. Arianával fellépett The Weekend a "Off The Table" című zenével, és Ty Dolla Sign a "Safety Net"-tel.
Ariana 2023 augusztusában ünnepelte a Yours Truly albumának 10. évfordulóját, egy egyhetes eseménysorozattal, többek közt az album dalait adta elő újra, élőben Londonban.

## The Sweetener World Tour dokumentumfilm
A 2019-ben megtartott világturnéja után sok pletyka keringett arról,hogy Ariana egy dokumentum filmbe foglalja a turnét a Netflixel. 2020. december 10-én hivatalosan meg lett erősítve, hogy a Sweetener turnéról készített film december 21-én fog megjelenni kizárólag a Netflix-en. A film címe Excuse me, I love you, ami egy ikonikus mondat a R.E.M című dalából, ami 2018-ban a Sweetener albumon szerepelt. 2020. december 11-én megjelent a hivatalos előzetes. Ariana közzétette, hogy a filmmel együtt érkezik Ariana Grande ikon is a Netflix profilképekhez.

## Egyéb projektek
2015 szeptemberében Ariana kiadatta legelső parfümét, az Ari-t, melynek "a málna, a mályvacukor és a rózsa jegyében egy édes, szelíd női illata van". A parfüm olyan egyéb termékekkel járt együtt, mint például testapóló, tusfürdő vagy hajspray.
2016-ban közreműködött a MAC kozmetikummárkával egy sminkkollekción, amely két szájfényt és két rúzst tartalmazott. A bevétel 100 %-át MAC AIDS Fund adománygyűjtő-szervezetnek ajánlották fel. Szintén ebben az évben Ariana két új parfümöt adott ki; az egyik a  "Frankie" , amelyet testvére után nevezett el, és ez férfiak számára is ajánlott, azonban ez csak limitált ideig volt elérhető. A másik a Sweet Like Candy, amelynek az illata hasonlít az  "Ari" -ra, de sokkal édesebb. Az énekesnő ezenkívül egy ruhakollekciót is bemutatott a Lipsy London márkával. Szeptemberben Ariana bejelentette, hogy a Brookstone márkával dolgozott együtt, hogy kiadhassa saját, limitált kiadású macskafüles fejhallgatóját.
2017-ben a Sweet Like Candy parfümjéhez egy limitált kiadású parfüm került a boltokba, amely a Sweet Like Candy Red nevet kapta. A parfüm illata és csomagolása kicsit eltér az eredetitől. Úgyszintén ebben az évben adta ki egy másik parfümjét a Moonlight-ot.
2018-ban érkezett a Cloud, amely nem a megszokott formát, hanem sima kör alakú formát kapott, valamint egy felhő formájú tartóba van helyezve.
2019-ben pedig jött a Thank U, Next, ami az előbbihez hasonló dizájnt kapott, csak egy törött szívbe van helyezve. Emellett együttműködött a Givenchy-vel az őszi és téli kollekció bemutatásával kapcsolatosan, amit el is neveztek Arivenchy néven. Ezenkívűl a Givenchy-t a Positions című albumában a Love language c. dalában is megemlíti egy rím erejéig majd egy visszhangban.
2020-ban megjelent a hatodik parfümje ami a R.E.M. nevet kapta. A csomagolást a Break free című száma ihlette, a parfüm pedig kristályokkal van körülvéve.
2021-ben kiadta a legújabb parfümjét, "God Is A Woman" néven. Az emberek minden darab vásárlásával 5 dollárral támogatnak egy óceántisztító kezdeményezést.
2021-ben Ari létrehozta a saját smink márkáját amit a Sweetener album egyik daláról a ”R.E.M”-ről nevezett el. Így lett a neve R.E.M Beauty.
2022-ben kiadta az újabb parfümöket, ők a Mod Vanilla és a Mod Blush nevet kapták.
2023-ban piacra dobta a Cloud parfümjének pink változatát, a Cloud Pink-et.

## Művésziesség

### Zenei stílus, inspirációk
Ariana zenei stílusa általában pop és R&B, de vannak benne funk, dance és hiphop elemek is. Grande elmondása szerint főként urban pop-on és a 90-es évek zenéin nőtt fel.
Az énekesnő Whitney Houstont, Mariah Carey-t, Brandy Norwoodot, India Arie-t és Gloria Estefant tartja legnagyobb inspirációinak. Elmondása szerint Gloria Estefan inspirálta őt a zenei karrierje beindítására, mikor Gloria megdicsérte Arianát, miután Grande 8 évesen egy hajón énekelt. Whitney Houstonról és Mariah Carey-ről úgy nyilatkozott, hogy rájuk már gyermekkora óta felnézett. Brandy Norwood és India Arie hangja és képessége pedig mindig is példaként állt előtte az éneklésben.
Az énekesnő rajtuk kívül még Madonnára, a Destiny's Childra, Fergie-re, Christina Aguilerára, Imogen Heapre és Amy Winehouse-ra is hivatkozik mint zenei inspirációk. Ariana még elmondta, hogy a színész-énekesnő, Judy Garland is befolyással volt rá gyermekként, hiszen nagyon sokat hallgatta és nézte őt, és csodálta, ahogyan képes egy történetet elmondani, mikor énekel.

### Énekhang
Ariana négy oktáv-szoprán hangtartománnyal és a legmagasabb nyilvántartott emberi hanggal (Whistle register – "síp regiszter") rendelkezik. Az első albuma, a Yours Truly megjelenése után Arianát sokan az "új Mariah Carey"-nek hívták a széles hangterjedelme, hangzása és zenei stílusa miatt. A Billboard egyik szerkesztője azonban 2014-ben elmondta, hogy ideje abbahagyni, hogy Arianát Mariah-val hasonlítsák össze, hiszen a második albuma és a Problem után már nem hasonlít a hangzása Mariah Carey-re.

## Filmográfia
| Év         | Cím                                    | Eredeti cím                            | Szerep                                 | Megjegyzés |
| ---------- | -------------------------------------- | -------------------------------------- | -------------------------------------- | --- |
| 2008       | 13                                     | 13                                     | Charlotte                              | Broadway Musical |
| 2009       | -                                      | The Battery's Down: Bad Bad News       | Bat Mitzvah Riffer                     | epizód |
| 2010– 2013 | V, mint Viktória                       | Victorious                             | Cat Valentine (főszerep)               | sorozat |
| 2011       | iCarly: Buli V, mint Viktóriával       | iCarly: iParty with Victorious         | Cat Valentine (különleges sztárvendég) | epizód |
| 2011       | Winx Club                              | Winx Club                              | Diaspro hercegnő (hang)                | sorozat, mese |
| 2011       | Hópihe                                 | Snowflake, the White Gorilla           | Hópihe (hang)                          | film |
| 2013       | Svindli a négyzeten                    | Swindle                                | Amanda Benson (főszerep)               | film |
| 2013- 2014 | Sam és Cat                             | Sam & Cat                              | Cat Valentine (főszerep)               | sorozat |
| 2014       | Family Guy: A világ mamája             | Family Guy: Mom's The Word             | olasz lány (hang)                      | epizód |
| 2014       | Saturday Night Live                    | Saturday Night Live                    | sztárvendég                            | epizód:Chris Patt/Ariana Grande                                                                                        |
| 2015       | RuPaul Drag versenye                   | RuPaul's Drag Race                     | vendégzsűri                            | epizód: "Ru Hollywood Stories"                                                                                         |
| 2015       | Knock Knock Live                       | Knock Knock Live                       | -                                      | le nem adott műsor |
| 2015       | Metegol                                | Underdogs                              | Laura (hang)                           | film |
| 2015       | Scream Queens – Gyilkos történet       | Scream Queens                          | Sonya Herfmann/Chanel #2               | visszatérő szerep, 4 epizód                                                                                            |
| 2016       | Saturday Night Live                    | Saturday Night Live                    | műsorvezető/sztárvendég                | epizód:Ariana Grande                                                                                                   |
| 2016       | The Voice                              | The Voice                              | fellépő Christina Aguilera-val         | Dátum: 2016. május 26 (10. évad, finálé)                                                                               |
| 2016       | Saturday Night Live                    | Saturday Night Live                    | műsorvezető/sztárvendég                | Broadway Musical |
| 2016       | Zoolander, a trendkívüli 2             | Zoolander 2                            | cameo szerep                           | film |
| 2016       | Hajlakk                                | Hairspray Live!                        | Penny Pingleton                        | színdarab-közvetítés                                                                                                   |
| 2016       | The Voice                              | The Voice                              | fellépő Stevie Wonder-rel              | Dátum: 2016 december 13 (11.évad, finálé)                                                                              |
| 2017       | One Love Manchester                    | One Love Manchester                    | szervező/fellépő                       | - |
| 2017       | Carpool Karaoke: The Series            | Carpool Karaoke: The Series            | -                                      | epizód: "Seth MacFarlane& Ariana Grande                                                                                |
| 2018       | A Very Wicked Halloween                | A Very Wicked Halloween                | -                                      | - |
| 2018       | Ariana Grande at the BBC               | Ariana Grande at the BBC               | -                                      | - |
| 2018       | Ariana Grande: Dangerous Woman Diaries | Ariana Grande: Dangerous Woman Diaries | -                                      | ez a Dangerous Woman albumáról szóló dokumentációs sorozat, ahol betekintést nyerhetünk az albumkészítésbe, turnézásba |
| 2019       | Keeping Up with the Kardashians        | Keeping Up with the Kardashians        | -                                      | epizód: "Fire Escape"                                                                                                  |
| 2020       | Most nevess!                           | Kidding                                | Piccola Grande                         | epizód: "Episode 3101"                                                                                                 |
| 2020       | The Disney Family Singalong            | The Disney Family Singalong            | -                                      | - |
| 2021       | Ne nézz fel!                           | Don't Look Up                          | Riley Bina                             | film |
| 2021       | The Voice                              | The Voice                              | zsűri                                  | 21. évad |
| 2024       | Yes, and?                              |                                        |                                        | |
| 2024       | We can't be friends                    |                                        |                                        | |
| 2024       | Wicked                                 | Wicked                                 | Glinda                                 | film |

## Diszkográfia
Bővebben: Ariana Grande-diszkográfia

### Albumok
- Yours Truly (2013)
- My Everything (2014)
- Dangerous Woman (2016)
- Sweetener (2018)
- Thank U, Next (2019)
- Positions (2020)
- Eternal Sunshine (2024)

### Koncertalbumok
- K Bye for Now (SWT Live)  (2019)

### EP-k
- Christmas Kisses  (2013)
- Christmas & Chill  (2015)

### Egyéb számok
- Brand New You (2008)
- A Little More Homework (2008)
- Put Your Hearts Up (2011)
- All My Love (feat. Major Lazer) (2014)
- Get On Your Knees (feat. Nicki Minaj) (2014)
- E Più Ti Penso (feat. Andrea Bocelli) (2015)
- Research (feat. Big Sean) (2015)
- Adore (feat. Cashmere Cat) (2015)
- Boys Like You (feat. Who Is Fancy & Meghan Trainor) (2015)
- Over And Over Again (feat. Nathan Sykes) (2016)
- This Is Not a Feminist Song (feat. Saturday Night Live cast) (2016)
- My Favourite Part (feat. Mac Miller) (2016)
- Faith (feat. Stevie Wonder ) (2016)
- Heatstroke (feat. Calvin Harris & Young Thug & Pharrell Williams) (2017)
- Beauty And The Beast (feat. John Legend) (2017)
- Quit (feat. Cashmere Cat) (2017)
- Dance To This (feat. Troye Sivan) (2018)
- Bed (feat. Nicki Minaj) (2018)
- 7 rings Remix (feat. 2 Chainz) (2019)
- Rule The World (feat. 2 Chainz) (2019)
- Monopoly (feat. Victoria Monét)  (2019)
- Boyfriend (feat. Social House)  (2019)
- Don't Call Me Angel (feat. Miley Cyrus, Lana Del Rey)  (2019)
- You Don't Own Me (feat. Kristin Chenoweth  (2019)
- Good As Hell (Remix)   (feat. Lizzo )
- Stuck With U  (feat. Justin Bieber)  (2020)
- Rain on Me  (Lady Gagával)  (2020)
- Save Your Tears Remix (The Weeknd) (2021)
- I Don't Do Drugs (feat. Doja Cat) (2021)
- Die For You Remix (The Weeknd) (2023)

## Videóklipek
| Év   | Cím                                                   | Rendező                          |
| ---- | ----------------------------------------------------- | -------------------------------- |
| 2011 | Put Your Hearts Up                                    | Jeremy Alter és Melert Avis      |
| 2013 | The Way (feat. Mac Miller)                            | Jones Crow                       |
| 2013 | Popular Song (feat. MIKA)                             | Chris Marrs Piliero              |
| 2013 | Almost Is Never Enough (feat. Nathan Sykes)           | Nev Todorovic                    |
| 2013 | Right There (feat. Big Sean)                          | The Young Astronauts             |
| 2014 | Problem (feat. Iggy Azalea)                           | Nev Todorovic                    |
| 2014 | Break Free (feat. Zedd)                               | Chris Marrs Piliero              |
| 2014 | Bang Bang (feat. Jessie J & Nicki Minaj)              | Hannah Lux Davis                 |
| 2014 | Love Me Harder (feat. The Weeknd)                     | Hannah Lux Davis                 |
| 2014 | Santa Tell Me                                         | Chris Marrs Piliero              |
| 2014 | Don't Be Gone Too Long (feat. Chris Brown)            | Chris Brown                      |
| 2015 | One Last Time                                         | Max Landis                       |
| 2016 | This Is Not A Feminist Song (feat. SNL cast)          | Matt Villines & Osmany Rodriguez |
| 2015 | E Più Ti Penso (feat. Andrea Bocelli)                 | Gaetano Morbioli                 |
| 2015 | Focus                                                 | Hannah Lux Davis                 |
| 2016 | Dangerous Woman                                       | The Young Astronauts             |
| 2016 | Let Me Love You                                       | Grant Singer                     |
| 2016 | Into You                                              | Hannah Lux Davis                 |
| 2016 | Side to Side (feat. Nicki Minaj)                      | Hannah Lux Davis                 |
| 2016 | My Favorite Part (feat. Mac Miller)                   | Luis Perez                       |
| 2016 | Faith (feat. Stevie Wonder)                           | Alan Bibby                       |
| 2017 | Everyday (feat. Future)                               | Chris Marrs Piliero              |
| 2017 | Beauty and the Beast (feat. John Legend)              | Dave Meyers                      |
| 2018 | No Tears Left To Cry                                  | Dave Meyers                      |
| 2018 | God Is a Woman                                        | Dave Meyers                      |
| 2018 | The Light Is Coming (feat. Nicki Minaj)               | Dave Meyers                      |
| 2018 | Thank U, Next                                         | Hannah Lux Davis                 |
| 2019 | 7 Rings                                               | Hannah Lux Davis                 |
| 2019 | Break up with your girlfriend, i'm bored              | Hannah Lux Davis                 |
| 2019 | Monopoly (feat. Victoria Monét)                       | Alfredo Flores, Ricky Alvarez    |
| 2019 | boyfriend (feat. Social House)                        | Hannah Lux Davis                 |
| 2019 | Don't Call Me Angel (feat. Miley Cyrus, Lana Del Rey) | Hannah Lux Davis                 |
| 2020 | Stuck With You ft. Justin Bieber                      | Gian Stone, Ariana Grande        |
| 2020 | Rain On Me ft. Lady Gaga                              |                                  |
| 2020 | Positions                                             |                                  |
| 2020 | 34+35                                                 |                                  |
| 2024 | yes, and?                                             |                                  |
| 2024 | we can't be friend (wait for your love)               |                                  |

## Turnék

### Világkörüli
- The Honeymoon Tour (2015)
- Dangerous Woman Tour (2017)
- Sweetener World Tour (2019)

### Amerikai
- The Listening Sessions (2013)
- The Sweetener Sessions (2018)

### Nyitóelőadóként
- Justin Bieber: Believe Tour (2013)